# 블랙 문 라이징
블랙 문 라이징(Black Moon Rising)은 미국에서 제작된 할리 코켈리스 감독의 1986년 액션, SF, 스릴러 영화이다. 토미 리 존스 등이 주연으로 출연하였고 더글라스 커티스 등이 제작에 참여하였다.

## 출연

### 주연
- 토미 리 존스
- 린다 해밀턴

### 조연
- 로버트 본
- 리차드 재켈
- 리 빙
- 부바 스미스
- 댄 쇼어

## 제작진
- 미술: 브라이언 라이먼
- 의상: 잭 뷰러
- 배역: 린다 프란시스